# Pilot Pen Tennis 2010
Das Pilot Pen Tennis 2010 war ein Tennisturnier der WTA Tour 2010 für Damen und ein Tennisturnier der ATP World Tour 2010 für Herren in New Haven, welches zeitgleich vom 22. bis 28. August 2010 stattfand.